# Ayad Lamdassem
Ayad Lamdassem El Mouhcin, né le 11 octobre 1981 à Sidi Ifni au Maroc, est un athlète espagnol, spécialiste des courses de fond.

## Biographie
Il est arrivé en Espagne avec un vol entre Casablanca et Saint-Jacques-de-Compostelle pour participer aux Championnats du monde universitaires de cross : il s'échappe le 6 avril 2002, peu avant les compétitions avec 7 autres Marocains, par la fenêtre du logement de pèlerins qui leur était réservé. Devenu étudiant en économie, il réapparait à Valence puis à Lérida et obtient la nationalité espagnole en 2007.
Sur 5 000 m, son meilleur temps est de 13 min 17 s 49 (Huelva 2006) et sur 10 000 m, il est de 27 min 45 s 58, à Vigo le 12 juillet 2008
Il termine 4e des Championnats d'Europe de 2010. Il a participé aux Jeux olympiques de 2008 (24e).

## Palmarès
| Date | Compétition                            | Lieu         | Résultat | Épreuve                   |
| ---- | -------------------------------------- | ------------ | -------- | ------------------------- |
| 2008 | Jeux olympiques                        | Pékin        | 24e      | 10 000 m                  |
| 2009 | Championnats d'Europe de cross         | Dublin       | 5e       | Individuel                |
| 2009 | Championnats d'Europe de cross         | Dublin       | 1er      | Par équipes               |
| 2010 | Championnats ibéro-américains          | San Fernando | 1er      | 5 000 m                   |
| 2010 | Championnats d'Europe                  | Barcelone    | 4e       | 5 000 m                   |
| 2010 | Championnats d'Europe de cross         | Albufeira    | 2e       | Individuel                |
| 2010 | Championnats d'Europe de cross         | Albufeira    | 3e       | Par équipes               |
| 2011 | Championnats d'Europe de cross         | Velenje      | 2e       | Individuel                |
| 2011 | Championnats d'Europe de cross         | Velenje      | 3e       | Par équipes               |
| 2012 | Championnats d'Europe                  | Helsinki     | 6e       | 10 000 m                  |
| 2013 | Marathon de Londres                    | Londres      | 10e      | Marathon                  |
| 2015 | Championnats d'Europe de cross         | Hyères       | 4e       | Individuel                |
| 2015 | Championnats d'Europe de cross         | Hyères       | 1er      | Par équipes               |
| 2016 | Championnats d'Europe                  | Amsteram     | 2e       | Semi-marathon par équipes |
| 2016 | Championnats d'Europe de cross         | Chia         | 7e       | Individuel                |
| 2017 | Championnats d'Europe de cross-country | Samorin      | 10e      | Cross-country             |
| 2022 | Championnats d'Europe                  | Munich       | 6e       | Marathon                  |

### Records
| Épreuve       | Performance          | Lieu     | Date            |
| ------------- | -------------------- | -------- | --------------- |
| 5 000 m       | 13 min 17 s 49       | Huelva   | 20 juin 2006    |
| 10 000 m      | 27 min 45 s 58       | Vigo     |                 |
| Semi-marathon | 1 h 01 min 29 s      | Azpeitia | 28 mars 2004    |
| Marathon      | 2 h 06 min 25 s (RN) | Séville  | 24 février 2022 |